# Нефтепровод Узень — Атырау — Самара
Нефтепровод Узень — Атырау — Самара — подогреваемый магистральный нефтепровод. Проложен с месторождения Узень до Атырауского НПЗ, дальше соединяется с системой нефтепроводов «Транснефти» в направлении Самары.
Нефтепровод специально подогревают печами для высокозастывающей нефти Жетыбай-Узеньской группы месторождений.
Протяжённость нефтепровода Узень — Атырау — Самара составляет более 1380 км, на территории Казахстана — 1232 км. Нефтепровод проходит по территории Мангыстауской, Атырауской и Западно-Казахстанской областей Казахстана и Самарской области России.
Объём прокачиваемой нефти — 15,75 млн тонн. Максимальная пропускаемость нефтепровода — 30 млн тонн. нефти.

## Заказчик
Министерство нефтяной промышленности СССР

## Проектировщик
Разработка проекта и рабочих документов была сделана Государственным институтом «Южгипротрубопровод» (сейчас называется Институт транспорта нефти). Главный инженер проекта — Лукашевич Э. Н.

## Владельцы
Владельцами нефтепровода являются казахстанская транспортная компания «КазТрансОйл» до российской границы, на российской территории — российская транспортная компания «Транснефть».

## Эксплуатирующие организации
- Мангистауское, Кульсаринское, Атырауское нефтепроводные управления АО «КазТрансОйл» (по территории Казахстана)
- АО «Транснефть-Приволга» ПАО «Транснефть» (по территории Российской Федерации)